# Kabupaten de Sampang
Le kabupaten de Sampang, en indonésien Kabupaten Sampang, est un kabupaten d'Indonésie situé dans la province de Java oriental.

## Géographie
Le kabupaten de Sampang est bordé :
- Au nord, par la mer de Java,
- À l'est, par le kabupaten de Pamekasan,
- Au sud, par le détroit de Madura et
- À l'ouest, par le kabupaten de Bangkalan.

Le kabupaten inclut également l'île de Kambing au sud de Madura.

## Histoire
L’histoire ancienne de Sampang n’est connue que par quelques rares inscriptions comportant un candra sangkala. Dans la tradition javanaise, il s’agit d’une représentation visuelle qui se lit par une phrase de quatre mots dont chacun se traduit par un chiffre. On obtient ainsi une date en ère Saka.
Un premier candra sangkala trouvé sur le site de Sumur Daksan, dans la commune de Dalpenang, se lit ainsi 757 Saka, soit 835 apr. J.-C. Il mentionne l’existence d’une communauté bouddhiste dirigée par un resi (maître spirituel).
Un 2e candra sangkala, trouvé sur le site de Bujuk Nandi, dans le village de Kemuning, se lit 1301 Saka, soit 1379. Il mentionne l’existence d’une communauté shivaïte dirigée par un resi du nom de Durga Mahesasura Mardhini. Le taureau Nandi est le vahana ou véhicule du dieu Shiva.
Un 3e, trouvé sur le site de Pangeran Bangsacara, dans la commune de Polagan, se traduit par 1383, date de la construction d’un temple bouddhiste dont des bas-reliefs racontent l’histoire d’un prince du nom de Bangsacara et contiennent des enseignements moraux et religieux. On peut en déduire la coexistence de communautés bouddhiques et shivaïtes entre 1379 et 1383.
Selon la tradition javanaise, le premier souverain de Madura s'appelle Ario Lembu Peteng. Ses successeurs s’appellent Ario Menger, Ario Patikal, Nyai Ageng Boedo et finalement Kiai Demong (règne 1531-1623) qui déménate la cour de Sampang à Bangkalan. En 1623, quand Madura est conquise par le royaume de Mataram, la cour revient à Sampang. Kiai Demong est le grand-père du prince Lemah Duwur (1531-1592), qui fera construire la mosquée Madegan à Polagan. Son petit-fils Praseno prend le titre de prince Cakraningrat I (1624-1648) et épouse une fille du Sultan Agung de Mataram. À ce titre, il est enterré au cimetière royal d'Imogiri à Yogyakarta.
Un 4e candra sangkala', trouvé sur le site de Pangeran Santomerto, indique la date de la mort de ce prince Santomerto, oncle de Praseno, et correspond à 1574.
Un 5e est gravé sur le battant gauche du grand portail de la tombe de la mère de Praseno à Madegan. Il représente un dragon traversé de la tête à la queue par une flèche. Sa lecture se traduit par 1546 Saka, soit 1624. C'est l'année où Praseno est élevé par le Sultan Agung à la dignité de prince Cakraningrat I (qu'il ne faut pas confondre avec les princes Cakra Adiningrat de Bangkalan).
La succession de Cakraningrat I aurait dû revenir à son petit-fils Trunajaya. Mais le successeur d'Agung, son jeune beau-frère Amangkurat Ier, soutenu par les Hollandais de la VOC (Compagnie néerlandaise des Indes orientales), favorise un certain Undagan, qui prend le titre de prince Cakraningrat II (1648-1707). Trunajaya entre en rébellion en 1648 et met le feu au palais de Madegan. Il meurt sans réussir à chasser les Hollandais de Madura.
Au XVIIIe siècle, Sampang devient un kadipaten.

### Lesadipatide Sampang[1]
- R. Temenggung Purbonegoro
- R. Ario Meloyokoesuma
- R. Temenggung Ario Koesuma Adiningrat (1885 - )
- R. Temenggung Ario Candranegoro
- R. Adipati Ario Secodiningrat
- R. Ario Suryowinoto
- R. Temenggung Kartoamiprojo
- R. Ario Sosrowinoto (1929 - 1931)

De 1931 à 1949, Sampang n'est plus qu’une subdivision du kabupaten de Pamekasan.

## Économie et tourisme

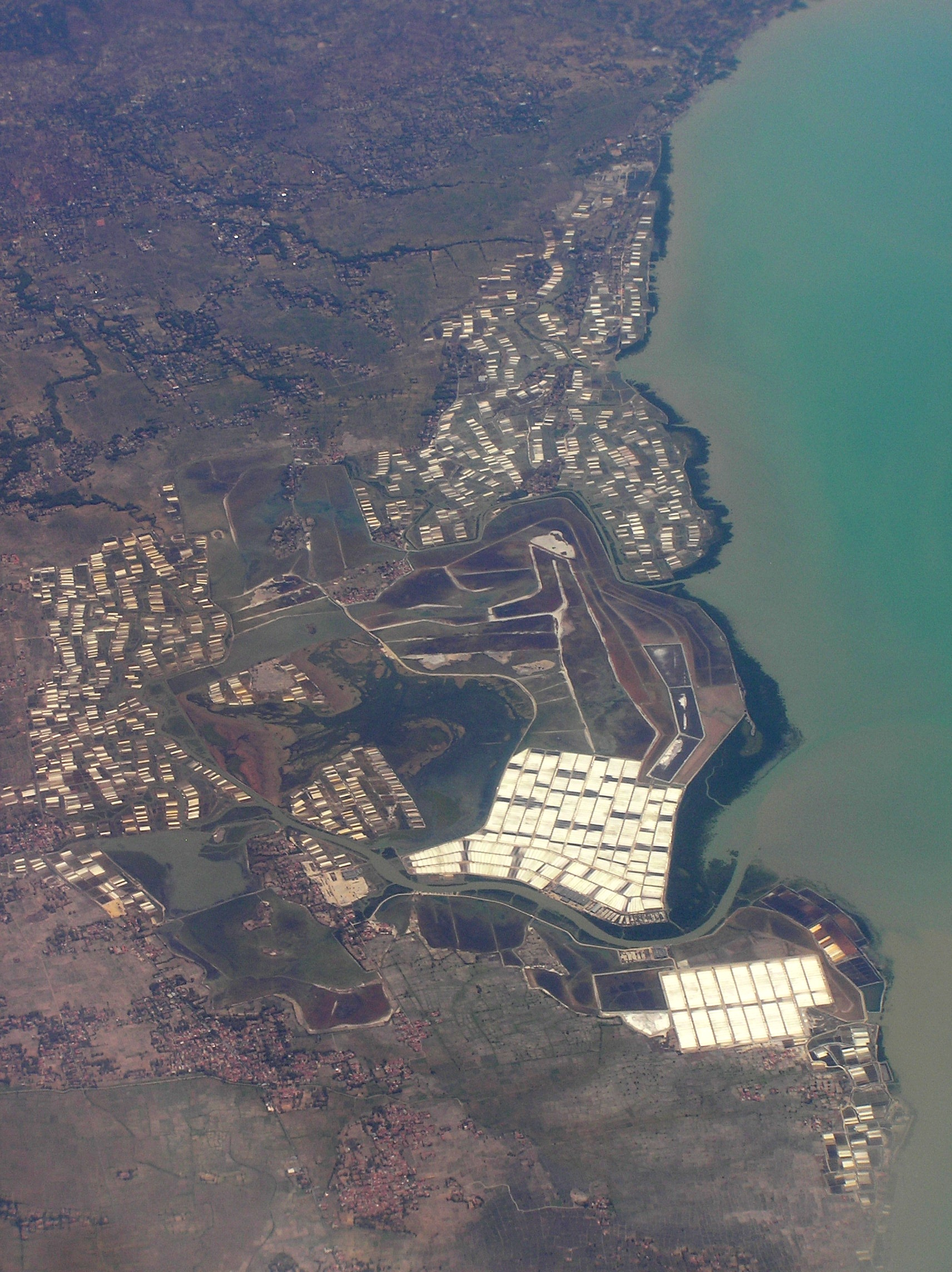
Vue aérienne des marais salants de l'entreprise d'Etat PN de Garam

- Île de Mandangin
- Plage de Camplong
- Cimetière de Madegan
- Chute d'eau de Toroan
- Ruines de Pababaran
- Ruines de Raden Segoro
- Forêt des singes de Nepa
- Batu Ampar